# Dasyvalgus nigritus
Dasyvalgus nigritus är en skalbaggsart som beskrevs av Moser 1914. Dasyvalgus nigritus ingår i släktet Dasyvalgus och familjen Cetoniidae. Inga underarter finns listade i Catalogue of Life.